# Liste der Baudenkmale in Mustin (Mecklenburg)
In der Liste der Baudenkmale in Mustin sind alle Baudenkmale der Gemeinde Mustin (Landkreis Ludwigslust-Parchim) und ihrer Ortsteile aufgelistet (Stand: Januar 2021).

## Legende
In den Spalten befinden sich folgende Informationen:
- ID-Nr: Die Nummer wird von den Denkmalämtern der Landkreise vergeben. Wenn sie nicht bekannt ist, bleibt die Spalte leer. In dieser Spalte kann sich zusätzlich das Wort Wikidata befinden, der entsprechende Link führt zu Angaben zu diesem Denkmal bei Wikidata.
- Lage: die Adresse des Denkmales und die geographischen Koordinaten.
Link zu einem Kartenansichtstool, um Koordinaten zu setzen. In der Kartenansicht sind Denkmale ohne Koordinaten mit einem roten bzw. orangen Marker dargestellt und können in der Karte gesetzt werden. Denkmale ohne Bild sind mit einem blauen bzw. roten Marker gekennzeichnet, Denkmale mit Bild mit einem grünen bzw. orangen Marker.
- Bezeichnung: Bezeichnung, so wie sie in den offiziellen Listen der Denkmalämter steht. Ein Link hinter der Bezeichnung führt zum Wikipedia-Artikel über das Denkmal. Wenn die Bezeichnung der Denkmalämter inhaltlich fehlerhaft ist, ist in der Spalte „Beschreibung“ darauf hinzuweisen.
- Beschreibung: Beschreibung des Denkmales
- Bild: ein Bild des Denkmales und gegebenenfalls einen Link zu weiteren Fotos des Denkmals im Medienarchiv Wikimedia Commons

## Mustin
| ID | Lage                      | Bezeichnung                          | Beschreibung | Bild |
| -- | ------------------------- | ------------------------------------ | ------------ | ---- |
|    | Kastanienallee 16 (Karte) | Wohnhaus                             |              |      |
|    |                           | Mausoleum                            |              |      |
|    | Rothener Mühle 3 (Karte)  | Wohn- und Maschinenhaus              |              |      |
|    | Rothener Mühle 3          | Wassermühle, ehem.                   |              |      |
|    |                           | Pflasterstraße mit Allee nach Rothen |              |      |
|    |                           | Pflasterstraße mit Allee nach Bolz   |              |      |

## Bolz
| ID | Lage                    | Bezeichnung                      | Beschreibung | Bild |
| -- | ----------------------- | -------------------------------- | ------------ | ---- |
|    | Birkenstraße 17 (Karte) | Katen                            |              |      |
|    | Birkenstraße            | Kuhstall, ehem.                  |              |      |
|    | Birkenstraße            | Pferdestall, ehem.               |              |      |
|    | Birkenstraße 24 (Karte) | altes Gutshaus                   |              |      |
|    | nördl. des Dorfes       | Gutsherrenfriedhof mit Grabmalen |              |      |

## Lenzen
| ID | Lage                  | Bezeichnung | Beschreibung | Bild |
| -- | --------------------- | ----------- | ------------ | ---- |
|    | Waldstraße 9 (Karte)  | Wohnhaus    |              |      |
|    | Waldstraße 10 (Karte) | Scheune     |              |      |
|    | Waldstraße 10         | Kuhstall    |              |      |
|    | Waldstraße 11 (Karte) | Gutshaus    |              |      |

## Ruchow
| ID | Lage                  | Bezeichnung                                   | Beschreibung | Bild                                          |
| -- | --------------------- | --------------------------------------------- | ------------ | --------------------------------------------- |
|    | Dorfstraße 12 (Karte) | Küsterhaus/Schule                             |              |                                               |
|    | Dorfstraße 14 (Karte) | Pfarrwitwenhaus, ehem.                        |              |                                               |
|    | (Karte)               | Kirche mit Kirchhof mit Feldsteintrockenmauer |              | Kirche mit Kirchhof mit Feldsteintrockenmauer |
|    | Friedhof (Karte)      | Grabstein Werner Müller                       |              |                                               |
|    | Friedhof              | Grabstein Ludwig Reinhard (1877)              |              |                                               |
|    | neben der Windmühle   | Grabstein C. Rusch 1875                       |              |                                               |
|    | (Karte)               | Windmühle mit Schuppen                        |              | Windmühle mit Schuppen                        |